# Província Autônoma da Estônia
A Província Autônoma da Estônia foi estabelecida como resultado da Revolução Russa de 1917 e terminou quando a Estônia se tornou um país totalmente independente em 1918. 

## História
Na maior parte do tempo durante o domínio do Império Russo de 1710 a 1917, a área do que hoje é a Estônia foi dividida entre duas províncias. A província da Estônia no norte correspondia aproximadamente à área da Estônia dinamarquesa e à porção norte da província da Livônia, que tinha a maioria de estonianos étnicos. Essas duas áreas foram amalgamadas em 12 de abril [30 de março] 1917 por reformas administrativas do Governo Provisório Russo.
Durante o reinado do Comitê Executivo Estoniano Soviético, Ants Dauman, o recém-eleito prefeito de Narva, organizou um plebiscito com a intenção de remover a cidade de Narva (incluindo o então subúrbio de Ivangorod) da província de Petrogrado e adicioná-los ao novo governadoria autônoma, recebendo permissão para o referendo em 29 de novembro [16 de novembro] 1917 do Comitê Executivo Central de toda a Rússia. Como 80% da população da cidade apoiou a adesão à Estónia em 23 de dezembro [10 de dezembro] Plebiscito de 1917, o Comitê Executivo Soviético da Estônia reconheceu as novas adições à província em 3 de janeiro [21 de dezembro] 1918. Embora isso tenha acontecido sob o regime bolchevique, o governo estoniano posterior reconheceu o referendo e a adição de toda a cidade de Narva (incluindo o subúrbio de Ivangorod) à Estônia.
Em fevereiro de 1918, após o colapso das negociações de paz entre a Rússia Soviética e o Império Alemão, a Estônia continental foi ocupada pelos alemães. As forças bolcheviques recuaram para a Rússia. Em 23 de fevereiro de 1918, um dia antes de as forças alemãs entrarem em Tallinn, o Comitê de Salvação do Conselho Nacional da Estônia, Maapäev, emergiu da clandestinidade e, em 24 de fevereiro de 1918, emitiu a Declaração de Independência da Estônia. Demorou quase nove meses para a Estônia ser libertada da ocupação alemã (em novembro de 1918). 24 de fevereiro de 1918 é comemorado como o dia da independência da Estônia.

## Veja Támbem
História da Estónia